# Convocazioni all'European Silver League maschile 2021
Elenco dei giocatori convocate per l'European Golden League 2021.

## Austria
| N° | Nome                   | Ruolo | Data di nascita  | Squadra    |
| -- | ---------------------- | ----- | ---------------- | ---------- |
| -  | Žiga Kos               | All   | 20 luglio 1993   | Branik     |
| 1  | Philipp Kroiss         | L     | 2 marzo 1988     | Cambrai    |
| 3  | Peter Wohlfahrtstätter | C     | 10 marzo 1989    | Benfica    |
| 5  | Johannes Kratz         | S     | 6 marzo 1996     | Graz       |
| 7  | Mark Kremer            | S     | 27 dicembre 1999 | Graz       |
| 10 | Maximilian Schedl      | O     | 1º gennaio 2001  | -          |
| 11 | Markus Berger          | S     | 4 agosto 1995    | Ried       |
| 13 | Maximilian Thaller     | P     | 13 dicembre 1993 | OFĪ Creta  |
| 14 | Florian Ringseis       | L     | 9 luglio 1992    | Bühl       |
| 17 | Nicolai Grabmüller     | C     | 18 aprile 1996   | Aich/Dob   |
| 20 | Lukas Kühl             | C     | 5 novembre 1999  | Aich/Dob   |
| 21 | Clemens Ecker          | O     | 25 dicembre 2000 | Sokol Wien |
| 22 | Jan Zaller             | P     | 8 agosto 1999    | Amstetten  |
| 23 | Mathäus Jurkovics      | C     | 27 aprile 1998   | Bühl       |
| 25 | Niklas Etlinger        | S     | 3 agosto 1999    | Ried       |

## Cipro
| N° | Nome                  | Ruolo | Data di nascita   | Squadra             |
| -- | --------------------- | ----- | ----------------- | ------------------- |
| -  | Jorge Cannestracci    | All   | 10 giugno 1961    | -                   |
| 1  | Odysseas Savvidīs     | S     | 4 giugno 2002     | Pafiakos            |
| 2  | Augoustinos Savvidīs  | S     | 7 aprile 1992     | Anorthōsīs          |
| 3  | Kōnstantinos Geōrgiou | P     | 27 febbraio 2002  | Paralimni           |
| 4  | Nikolas Charalampidīs | L     | 26 novembre 1993  | Anorthōsīs          |
| 5  | Andreas Chrysostomou  | P     | 10 luglio 1992    | -                   |
| 6  | Marios Strougkarevits | C     | 16 agosto 1998    | APOEL               |
| 7  | Kōnstantinos Iakōvou  | C     | 19 agosto 2000    | Anagennīsī Deryneia |
| 9  | Stefanos Charidīmou   | O     | 30 aprile 1997    | APOEL               |
| 10 | Konstantinos Skordīs  | S     | 20 agosto 2001    | APOEL               |
| 11 | Christos Prodromou    | C     | 26 ottobre 1995   | Omonia              |
| 12 | Aggelos Alexiou       | C     | 4 febbraio 1987   | Omonia              |
| 14 | Antōnīs Antōniou      | L     | 25 settembre 1983 | Karavas             |
| 15 | Sōtīrīs Siapanīs      | S     | 25 gennaio 2001   | Ohio State          |
| 17 | Nikolaos Eleutheriou  | O     | 17 ottobre 1997   | Omonia              |
| 18 | Kanarī Michaīl        | S     | 24 gennaio 2002   | APOEL               |

## Croazia
| N° | Nome                  | Ruolo | Data di nascita  | Squadra               |
| -- | --------------------- | ----- | ---------------- | --------------------- |
| -  | Emanuele Zanini       | All   | 15 aprile 1965   | HAOK Mladost          |
| 2  | Bernard Bakonji       | P     | 28 novembre 1997 | HAOK Mladost          |
| 3  | Dominik Brčić         | C     | 17 dicembre 1997 | -                     |
| 4  | Tino Hanžič           | S     | 24 ottobre 2000  | GIS Ottaviano         |
| 5  | Tomislav Mitrašinović | O     | 14 febbraio 2000 | HAOK Mladost          |
| 7  | Marko Sedlaček        | S     | 29 luglio 1996   | Milano                |
| 8  | Sven Šarčević         | L     | 6 dicembre 1990  | HAOK Mladost          |
| 9  | Sandro Đukić          | C     | 13 giugno 1992   | Rijeka                |
| 10 | Filip Šestan          | S     | 6 giugno 1995    | Arcada Galați         |
| 12 | Gabrijel Ivančić      | P     | 19 luglio 1999   | Mursa Osijek          |
| 13 | Hrvoje Pervan         | L     | 8 dicembre 1994  | Mladost Kaštela       |
| 14 | Marino Marelić        | S     | 16 ottobre 1995  | Universitatea Craiova |
| 16 | Leo Andrić            | O     | 20 luglio 1994   | Nice                  |
| 19 | Ivan Zeljković        | S     | 31 agosto 1994   | HAOK Mladost          |
| 20 | Kruno Nikačević       | C     | 11 gennaio 1996  | HAOK Mladost          |

## Danimarca
| N° | Nome             | Ruolo | Data di nascita  | Squadra              |
| -- | ---------------- | ----- | ---------------- | -------------------- |
| -  | Kristian Knudsen | All   | 1º agosto 1979   | Le Cannet            |
| 1  | Nikolaj Hjorth   | L     | 13 marzo 1998    | Middelfart           |
| 3  | Nikolas Bach     | C     | 13 ottobre 1997  | Gentofte             |
| 5  | Niels Friis      | C     | 30 agosto 1994   | ASV Aarhus           |
| 6  | Jan Vinther      | L     | 8 novembre 1994  | Aalborg              |
| 8  | Axel Jacobsen    | P     | 10 luglio 1984   | Panathīnaïkos        |
| 10 | Frederik Dahl    | C     | 1º maggio 1997   | Gentofte             |
| 11 | Mikkel Hoff      | P     | 15 ottobre 2001  | Marienlyst           |
| 12 | Kalle Madsen     | S     | 15 aprile 2002   | Vestsjælland         |
| 13 | Tobias Kjær      | S     | 17 luglio 1999   | VDK Gent             |
| 17 | Rasmus Nielsen   | O     | 22 maggio 1994   | Diavoli Rosa         |
| 18 | Rasmus Mikelsons | C     | 2 maggio 1998    | Gentofte             |
| 20 | Ulrik Dahl       | O     | 18 novembre 2000 | Saturnia Acicastello |
| 21 | Mads Jensen      | O     | 24 aprile 1999   | NBV                  |
| 22 | Oskar Madsen     | S     | 17 gennaio 2000  | Spacer's Toulouse    |

## Israele
| N° | Nome                 | Ruolo | Data di nascita  | Squadra            |
| -- | -------------------- | ----- | ---------------- | ------------------ |
| -  | Noam Katz            | All   | 21 giugno 1976   | -                  |
| 1  | Alexander Osokin     | C     | 7 novembre 1989  | Hapoël Mateh Asher |
| 2  | Ariel Katzenelson    | P     | 9 settembre 1993 | Maccabi Tel Aviv   |
| 3  | Tamir Hershko        | S     | 19 luglio 1993   | Hapoël Kfar Saba   |
| 6  | Viacheslav Batchkala | C     | 27 luglio 1994   | Hapoël Kfar Saba   |
| 7  | Noam Ariel           | P     | 6 ottobre 2000   | Hapoël Mateh Asher |
| 8  | Shalev Saada         | S     | 1º maggio 1992   | Orion              |
| 9  | Dmitri Zimlanuchin   | O     | 17 agosto 1998   | Maccabi Tel Aviv   |
| 10 | Guy Genis            | C     | 6 maggio 1999    | -                  |
| 12 | Ofeck Hazan          | C     | 19 marzo 2003    | -                  |
| 13 | Omri Roitman         | L     | 19 marzo 1999    | Hapoël Mateh Asher |
| 15 | Yoav Sessler         | P     | 29 agosto 1998   | Hapoël Kfar Saba   |
| 16 | Ido David            | O     | 8 febbraio 2000  | Hapoël Mateh Asher |
| 17 | Ilay Haver           | L     | 30 dicembre 2002 | Hapoël Emek Hefer  |
| 18 | Genadi Sokolov       | C     | 14 maggio 1992   | Maccabi Tel Aviv   |
| 21 | Iliya Goldrin        | S     | 28 aprile 1995   | Hapoël Kfar Saba   |

## Lussemburgo
| N° | Nome                  | Ruolo | Data di nascita  | Squadra       |
| -- | --------------------- | ----- | ---------------- | ------------- |
| -  | Maurice Van Landeghem | All   | 6 febbraio 1996  | -             |
| 1  | Simão Marinho         | P     | 3 maggio 2000    | -             |
| 2  | Samuel Marinho        | L     | 3 maggio 2000    | -             |
| 3  | Mateja Gajin          | S     | 16 dicembre 1996 | -             |
| 4  | Gilles Ginter         | S     | 29 dicembre 2001 | -             |
| 6  | Gilles Braas          | P     | 17 marzo 1992    | Bartréng      |
| 7  | Mathis Esselin        | O     | 19 luglio 2002   | Bartréng      |
| 8  | Pol Bollendorff       | C     | 23 ottobre 2001  | Sparvoc       |
| 9  | Michaïl Konstantinou  | S     | 18 febbraio 1995 | Sparvoc       |
| 11 | Tim Laevaert          | S     | 25 gennaio 1987  | -             |
| 12 | Charel Hoffmann       | S     | 14 luglio 1997   | -             |
| 13 | Yannick Erpelding     | C     | 11 maggio 1997   | -             |
| 14 | Chris Zuidberg        | S     | 2 settembre 1994 | Waremme       |
| 15 | Jérémie Feit          | C     | 20 gennaio 2001  | -             |
| 16 | Philippe Glesener     | L     | 24 aprile 1998   | Lorentzweiler |
| 17 | Max Funk              | P     | 24 luglio 1996   | Mondorf       |
| 19 | Christian Galoppo     | C     | 18 gennaio 2003  | Bartréng      |

## Macedonia del Nord
| N° | Nome               | Ruolo | Data di nascita   | Squadra           |
| -- | ------------------ | ----- | ----------------- | ----------------- |
| -  | Nikola Matijašević | All   | 5 luglio 1953     | PAOK              |
| 1  | Darko Angelovski   | L     | 4 febbraio 1994   | -                 |
| 2  | Ǵorǵi Ǵorǵiev      | P     | 22 maggio 1992    | Warta Zawiercie   |
| 4  | Nikola Ǵorǵiev     | O     | 23 luglio 1988    | İnegöl            |
| 5  | Vlado Milev        | S     | 9 maggio 1987     | Strumica          |
| 7  | Slave Nakov        | C     | 25 agosto 1994    | Strumica          |
| 8  | Aleksandar Ljaftov | S     | 15 agosto 1990    | Hebăr             |
| 11 | Filip Despotovski  | P     | 2 luglio 1986     | PAOK              |
| 12 | Filip Nikolovski   | L     | 9 novembre 1997   | Strumica          |
| 15 | Filip Madjunkov    | C     | 18 marzo 1996     | Bitterfeld-Wolfen |
| 16 | Stojan Iliev       | S     | 3 marzo 1999      | Mursa Osijek      |
| 17 | Luka Kostikj       | S     | 12 ottobre 2001   | Strumica          |
| 18 | Vase Mihailov      | S     | 15 settembre 1986 | Strumica          |
| 19 | Risto Nikolov      | C     | 5 ottobre 1990    | Strumica          |
| 20 | Filip Savovski     | C     | 30 giugno 2002    | Strumica          |

## Ungheria
| N° | Nome             | Ruolo | Data di nascita  | Squadra      |
| -- | ---------------- | ----- | ---------------- | ------------ |
| -  | Robert Koch      | All   | 17 marzo 1976    | Graz         |
| 1  | Alpár Szabó      | C     | 26 luglio 1990   | Bühl         |
| 2  | Bence Bozóki     | L     | 22 novembre 1994 | Kaposvár     |
| 3  | József Nagy      | C     | 4 aprile 1986    | Kecskeméti   |
| 4  | Marcell Pesti    | O     | 1º maggio 2000   | Hoče         |
| 6  | Bálint Magyar    | P     | 17 dicembre 1991 | Pénzügyőr    |
| 8  | Roland Gergye    | S     | 24 febbraio 1993 | -            |
| 10 | Péter Blázsovics | S     | 8 giugno 1995    | Amstetten    |
| 12 | Kristóf Horváth  | S     | 2 settembre 1999 | Kaposvár     |
| 13 | Csanád Dávid     | S     | 6 novembre 1991  | Zalău        |
| 14 | Krisztián Pádár  | O     | 14 novembre 1996 | Toray Arrows |
| 15 | Cameron Keen     | P     | 9 ottobre 1997   | Kaposvár     |
| 17 | Máté Kiss        | L     | 22 febbraio 2000 | Kaposvár     |
| 22 | Dániel Gacs      | C     | 22 giugno 1996   | Kistext      |